# Хара-Шибирь (Забайкальский край)
Хара-Шиби́рь (бур. Хара шэбэр — «чёрные кустарниковые заросли») — село в муниципальном районе «Могойтуйский район» Агинского Бурятского округа в Забайкальском крае Российской Федерации. Административный центр сельского поселения «Хара-Шибирь».

## Население
| 2010  | 2012  | 2013  | 2014  | 2015  | 2016  | 2017  |
| ----- | ----- | ----- | ----- | ----- | ----- | ----- |
| 1642  | ↘1605 | ↘1550 | ↘1514 | ↘1505 | ↘1498 | ↘1483 |
| 2018  | 2019  | 2020  | 2021  |       |       |       |
| ↘1469 | ↘1453 | ↘1424 | ↘1286 |       |       |       |

## Экономика
- колхоз имени Кирова, специализация семеноводство и животноводство[12].

## Достопримечательности
Музей села Хара-Шибирь, открыт в 1967 году, до 1998 года — музей колхоза имени Кирова